# Popillia schenkeli
Popillia schenkeli är en skalbaggsart som beskrevs av Limbourg 2008. Popillia schenkeli ingår i släktet Popillia och familjen Rutelidae. Inga underarter finns listade i Catalogue of Life.